# ネオスポラ症
ネオスポラ症（ネオスポラしょう）はネオスポラ属（Neospora）の原虫を病原体とする感染症の総称である。イヌでは脳脊髄炎、ウシでは流産が問題となっている。日本ではウシとスイギュウのネオスポラ症が家畜伝染病予防法における届出伝染病となっている。これまでヒトで発症した例は知られていない。

## 病原体
ネオスポラはアピコンプレックス門に属する単細胞真核生物である。トキソプラズマと近縁であり、形態や生活環もよく似ている。2種が知られているが、N. hughesiについては不明な点が多く、以下、特記なき場合はN. caninumの知見である。
ネオスポラはイヌ属を終宿主としており、この点はネコ科動物を終宿主とするトキソプラズマと明瞭に異なる。終宿主の便とともに排出されたオーシストが成熟し、中間宿主はそれを経口摂取することで感染が成立する。急性期にはタキゾイトとして細胞内で分裂を繰り返しながら全身へ拡がるが、宿主の免疫応答に曝されると筋肉や脳でシストを作り終生慢性感染を続ける。
このシストを終宿主が経口摂取することで生活環が完結するが、別の中間宿主が経口摂取した場合も同じサイクルをくり返し、また終宿主・中間宿主を問わず経胎盤感染により母から仔へ伝播することもできる。

## 動物別の症状

### イヌ
先天感染の仔犬では上行性麻痺がよく見られる。後肢が伸び切って、筋の萎縮、拘縮、線維化などが見られる。成犬になってから症状が出ることもあり、多発性筋炎が多い。症状が出ている場合、治療しなければ死に至るが、治療した場合でも予後が悪い。
イヌの場合、主要な感染経路は食餌中のシストと考えられている。

### ウシ
先天性感染の場合、流産が主な症状であり、そのほか死産やミイラ胎仔の娩出といった症状が出る。正常に娩出された場合には不顕性のまま慢性感染に移行する場合が多いが、一部は起立困難や成長不良といった症状を示す。ウシの場合、主要な感染経路は経胎盤感染とオーシストの経口摂取と考えられる。経胎盤感染の効率は非常に高く、初感染に限らず慢性感染の再燃でも経胎盤感染が起こる。

### ウマ
N. hughesiがウマに脳脊髄炎を起こす場合があることが知られている。2種のネオスポラは抗体が交差反応するため、N. caninumがウマに感染するかどうかの知見はない。東欧から中近東にかけてウマの10–20%が抗体陽性であると知られているが、発症した例はアメリカ合衆国に限られている。

## 診断
確定診断は脳脊髄液や組織中の原虫を示すことによるが、感染が立証された動物であっても病理切片中に原虫が見付からない場合が珍しくない。症状と血清検査を合わせて推定診断とする場合が多い。トキソプラズマとの鑑別は、電子顕微鏡観察、免疫組織化学、PCRなどによって行う。

## 治療
イヌの場合、トリメトプリム・スルファジアジンと、ピリメタミンまたはクリンダマイシンを組み合わせて投薬する例がある。

## 予防
ワクチンは実用化されていない。